# Aquila spilogaster

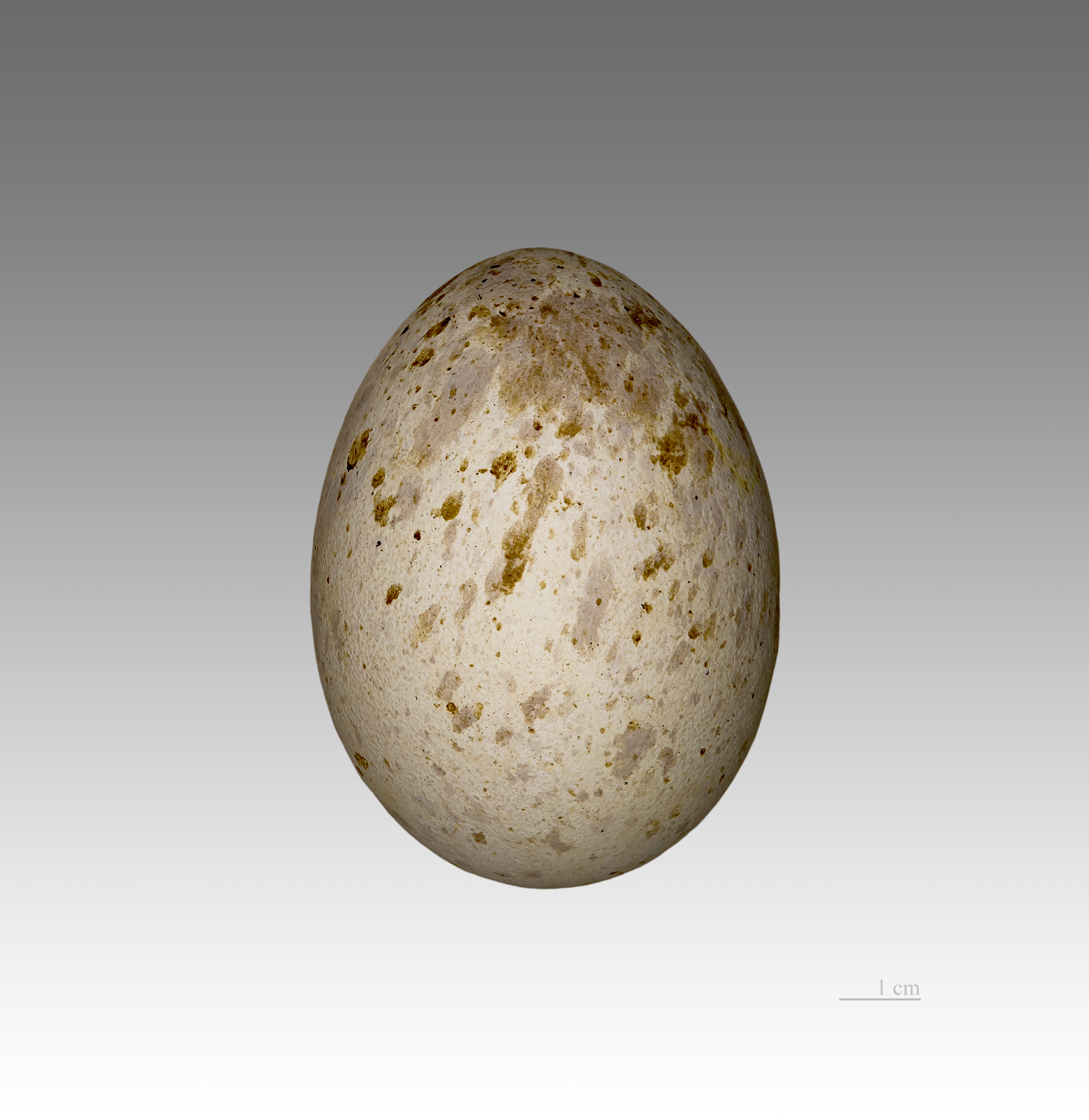
Huevo de Aquila spilogaster

El águila azor africana (Aquila spilogaster), también conocida como águila estriada, es un ave rapaz que habita en las regiones tropicales del África subsahariana. Esta especie pertenece a las aves accipitriformes, de la familia Accipitridae, y se distingue por su pecho blanco adornado con motas marrón oscuro que se extienden hacia la parte superior de sus alas. La parte inferior de su cuerpo y alas interiores contrastan con un blanco puro, mientras que su cabeza, nuca y alas exteriores presentan un tono marrón oscuro con matices rojizos. Sus ojos combinan tonalidades amarillas y marrones.

## Descripción
Estas águilas, de tamaño medio, tienen una longitud que oscila entre 55 y 65 cm y una envergadura de 130-160 cm. Los machos suelen pesar entre 1.15 y 1.40 kg, mientras que las hembras tienen un peso de 1.40-1.75 kg. Aunque ambos sexos presentan similitudes en su apariencia, las hembras tienden a tener más rayas en su plumaje que los machos.

## Hábitat y Distribución
El águila azor africana prefiere bosques secos, incluyendo sabanas y regiones montañosas no muy elevadas. Aunque se distribuye ampliamente en el África subsahariana, evita las selvas densas de Guinea y el Congo, así como el desierto somalí y las altas montañas etíopes. Se ha registrado su presencia en países como Senegal, Gambia, Burundi, Zambia, Angola, Zimbabue, Namibia, Somalia y Botsuana. Durante el invierno austral, algunas poblaciones migran del sur al norte de Namibia, norte de Botsuana y noreste de Sudáfrica.

## Comportamiento
Estas águilas son cazadoras versátiles que se alimentan de aves grandes, reptiles y pequeños mamíferos. Utilizan técnicas variadas para cazar, desde el vuelo hasta la espera en perchas. Su vuelo es caracterizado por aleteos rápidos y poco profundos, manteniendo las alas niveladas y la cola ligeramente extendida. Además, su canto estridente las hace fácilmente reconocibles en su hábitat natural.